# (11332) Jameswatt
(11332) Jameswatt – planetoida z pasa głównego asteroid okrążająca Słońce w ciągu 4,25 lat w średniej odległości 2,62 j.a. Odkrył ją Eric Walter Elst 15 kwietnia 1996 roku w Obserwatorium La Silla. Nazwa planetoidy pochodzi od Jamesa Watta (1736-1819) – szkockiego inżyniera i wynalazcy, który udoskonalił silnik parowy.